# 馬歇爾縣 (伊利諾伊州)
馬歇爾縣（英語：Marshall County）是美国伊利诺伊州中北部的一個縣，面積1,032平方公里。根據2020年美國人口普查，共有人口11,742人。縣治萊肯（Lacon）。該縣成立於1839年1月19日，縣名紀念曾任代表弗吉尼亚州的聯邦眾議員、第四任美国国务卿暨聯邦最高法院首席大法官的约翰·马歇尔。